# Eupithecia strandi
Eupithecia strandi là một loài bướm đêm trong họ Geometridae.